# Daniel Pappoe
Daniel Mills Pappoe, más conocido como Daniel Pappoe (Acra, Ghana, 30 de diciembre de 1993), es un futbolista ghanés, aunque nacionalizado inglés. Se desempeña como defensa y actualmente milita en el Chelsea FC de la Premier League de Inglaterra.

## Trayectoria
Daniel ha sido parte de la Academia del Chelsea Football Club desde los 12 años de edad. Durante su período en la academia, Daniel fue capitán del equipo Sub-16, debutando incluso con el equipo juvenil a la edad de 12 años. En 2007, durante su participación en el Marveld Toernooi que se llevó a cabo en los Países Bajos, Daniel anotó 5 goles, convirtiéndose en el Goleador del Torneo, a pesar de ser un defensa.
Sin embargo, a comienzos del 2008, Daniel sufrió una grave lesión de rodilla, la cual lo marginó de las canchas durante un año. Luego de recuperarse, Daniel pudo disputar un partido de la recta final de la temporada 2008-09 con el equipo juvenil, en el cual Daniel se mostró totalmente sano, como si su lesión nunca hubiera ocurrido.
En la temporada 2009-10, Daniel ya era titular en la defensa del equipo juvenil, a pesar de ser jugador del equipo Sub-16. Gracias a su gran desempeño con dicho equipo, Daniel logró debutar con el equipo de reservas a la edad de 15 años, con el que disputó 6 partidos. Su único gol con dicho equipo fue durante un partido ante las reservas del Stoke City. Con el equipo juvenil, Daniel disputó 21 encuentros, además de haber anotado solamente un gol.

## Clubes
| Club       | País       | Año             |
| ---------- | ---------- | --------------- |
| Chelsea FC | Inglaterra | 2005 - Presente |